# Malterdingen
Malterdingen – miejscowość i gmina w Niemczech, w kraju związkowym Badenia-Wirtembergia, w rejencji Fryburg, w regionie Südlicher Oberrhein, w powiecie Emmendingen, wchodzi w skład wspólnoty administracyjnej Emmendingen. Leży ok. 7 km na północny zachód od Emmendingen, przy drodze krajowej B3.